# Раєвський Михайло Федорович
Михайло Федорович Раєвський (30 липня 1811 — 2 травня 1884) — священик російського посольства у Відні (з 1842 до смерті), один із провідних діячів слов'янофільства. Був керівником віденського осередку російських слов'янофільських комітетів. Виконував роль посередника між правлячими і слов'янофільськими колами й науковими установами Росії та громадсько-політичними діячами, науково і культурно-освітніми інституціями слов'янських земель Австрійської (пізніше Австро-Угорської) й Османської імперій.
Здійснював розподіл таємних фінансових субсидій, що надходили від державної казни і слов'янських комітетів Росії для підтримки прихильників панславізму в цих країнах, у тому числі серед діячів Галичини, Буковини і Закарпатської України (т. зв. москвофілів) із метою їх використання для боротьби проти українського національного руху. 
За його посередництвом здійснювалася фінансова підтримка москвофільської періодичної преси («Слово», «Новий пролом» (Львів), «Словянская зоря» (Відень), «Свет» (Ужгород), товариства «Русская основа» у Відні (1867—1873), надавалися стипендії студентам Віденського університу, допомога львівському театрові «Руської бесіди», окремим літераторам і вченим (Адольфу Добрянському, Якову Головацькому, Івану Наумовичу), надсилалися російські книги для Галицько-Руської матиці та Народного дому у Львові, Товариство святого Василія Великого в Ужгороді, Товариства Святого Івана Хрестителя у Пряшеві, «Руської бесіди» в Чернівцях і «Русской основы» у Відні.
Михайло Раєвський спричинився значною мірою до утвердження ідей москвофільства на західноукраїнських землях, зокрема під його впливом до москофільства пристали видавці перших двох книжок руською мовою («Русалка Дністровая», Буда, 1837, та «Галицькі приповідки і загадки», Відень, 1841) виданих в Австрії, брати Яків та Іван Головацькі.